# Луїс Гільєрме
Луїс Гільєрме Ліра дос Сантос (порт. Luis Guilherme Lira dos Santos, нар. 9 лютого 2006, Аракажу, Бразилія) — бразильський футболіст, вінгер англійського клубу «Вест Гем Юнайтед».

## Ігрова кар'єра

### Клубна
луїс Гільєрме почав займатися футболом у своєму рідному місті Аракажу. У 2017 році він приєднався до академії клубу «Палмейрас». В січні 2022 року футболіст підписав з клубом перший професійний контракт. Пізніше договір було поновлено із збільшенням заробітної плати футболіста.
12 квітня 2023 року в матчі Кубка Бразилії Луїс Гільєрме дебютував у першій команді «Палмейраса». У 2023 році Гільєрме разом з командою виграв чемпіонат Бразилії.
В червні 2024 року англійський клуб «Вест Гем Юнайтед» оголосив про підписання п'ятирічного контракту з Гільєрме. 5 жотвня 2024 року у матчі чемпіонату Англії проти «Іпсвіч Таун» бразилець дебютував у новій команді.

### Збірна
На початку 2023 року Луїс Гільєрме у складі молодіжної збірної Бразилії став переможцем молодіжного чемпіонату Південної Америки. На турнірі Гільєрме був наймолодшим гравцем молодіжної збірної Бразилії у ХХІ сторіччі.

## Титули
Палмейрас
 Чемпіон Бразилії: 2023
- Переможець Ліги Пауліста: 2024

Бразилія (U-20)
 Чемпіон Південної Америки: 2023